# Hiroyuki Endo
Hiroyuki Endo –en japonés, 遠藤大由, Endo Hiroyuki– (Kawaguchi, 16 de diciembre de 1986) es un deportista japonés que compitió en bádminton.
Ganó una medalla de bronce en el Campeonato Mundial de Bádminton de 2015, en la prueba de dobles. Participó en los Juegos Olímpicos de Río de Janeiro 2016, ocupando el quinto lugar en la prueba de dobles.

## Palmarés internacional
| Campeonato Mundial | Campeonato Mundial  | Campeonato Mundial | Campeonato Mundial |
| Año                | Lugar               | Medalla            | Prueba             |
| ------------------ | ------------------- | ------------------ | ------------------ |
| 2015               | Yakarta (Indonesia) | Medalla de bronce  | Dobles             |